# Općina Mengeš
Općina Mengeš (slo.: Občina Mengeš) je općina u središnjoj Sloveniji u pokrajini Gorenjskoj i statističkoj regiji Središnja Slovenija. Središte općine je grad Mengeš s 5.557 stanovnika. 

## Zemljopis
Općina Mengeš nalazi se u središnjem dijelu Slovenije, sjeveroistočno od Ljubljane. Općina se proteže istočnim dijelom Srednjoslovenske kotline. Na zapadu općine uzdiže se manja planina Debeli Vrh.
U općini vlada umjereno kontinentalna klima. U općini teče rječica Pšata. Svi ostali manji vodotoci su njeni pritoci.

## Naselja u općini
Dobeno, Loka pri Mengšu, Mengeš, Topole,

## Vanjske poveznice
- Službena stranica općine